# Mato Castelhano
Mato Castelhano is een gemeente in de Braziliaanse deelstaat Rio Grande do Sul. De gemeente telt 2.747 inwoners (schatting 2009).